# Kajaran
Kajaran là một đô thị thuộc tỉnh Syunik, Armenia. Dân số ước tính năm 2011 là 8112 người.